# Palmo Addario
Sergio Addario (26 de octubre de 1971, Rosario), conocido como Palmo Addario, es un guitarrista, arreglador y productor musical argentino que tocó con Diego Torres, Coti Sorokin y David Lebón, entre otros. Tiene un estudio de grabación, Palmo Records, en la ciudad de Funes.
En la década de 1990 se presentaba regularmente con su banda de covers Taxi Blues en "El Galpón", de Villa Carlos Paz, donde conoció a David Lebón. Tras compartir escenarios con Lebón, éste lo invitó a vivir con él en Chacras de Coria, Mendoza, donde tenía una sala de ensayos. Allí vivieron juntos desde 1996 a 2000.
Fue productor de Yo lo soñé en 2002, disco de Lebón en el que participaron Charly García y Ricardo Mollo.
Fue guitarrista y arreglador de Diego Torres, quien lo convocó para la grabación del disco MTV Unplugged (2004) y con quien grabó Andando (2006) y tocó en vivo durante las giras.
En 2010 empezó a tocar y grabar con Coti Sorokin, y en 2012 grabó partes de banjo para el videojuego Kinect Rush: A Disney-Pixar Adventure.
En 2023 tocó como invitado de Ciro y Los Persas en un show en el Teatro El Círculo, en Rosario.